# Sanremo Giovani 2018
La dodicesima edizione televisiva del concorso Sanremo Giovani si è svolta a Sanremo dal 17 al 21 dicembre 2018, con quattro puntate nella fascia pomeridiana dal 17 al 20 dicembre con la conduzione di Luca Barbarossa e Andrea Perroni, mentre le due serate finali il 20 e il 21 dicembre sono state condotte da Pippo Baudo e Fabio Rovazzi. L'evento è stato trasmesso su Rai 1 e Rai Radio 2, dove è stato commentato in diretta da Tamara Donà e Melissa Greta Marchetto. Come annunciato a luglio 2018, il concorso ha sostituito la sezione Nuove Proposte del Festival di Sanremo.
Durante tutte le serate, i 24 finalisti del concorso, che sono stati selezionati da una commissione musicale fra 677 candidati, si sono esibiti e sono stati valutati da una giuria. I vincitori delle due serate, Einar e Mahmood, hanno guadagnato il diritto di partecipare con un nuovo pezzo al Festival di Sanremo 2019. Nel corso delle due serate sono stati anche annunciati gli altri 22 partecipanti al Festival.

## Cantanti
Sei dei partecipanti sono stati selezionati attraverso l'edizione 2018 di Area Sanremo.
| Interprete      | Canzone                | Autori                                                           |
| --------------- | ---------------------- | ---------------------------------------------------------------- |
| Andrea Biagioni | Alba piena             | D. Ragghianti, A. Biagioni e G. Dottori                          |
| Angelucci       | L'uomo che verrà       | M. Centonze e D. Pes                                             |
| Cannella        | Nei miei ricordi       | E. Fiore, M. Nesi e A. Manusso                                   |
| Cordio          | La nostra vita         | P. Cordio, E. Meta e S. Pavia                                    |
| Deschema        | Cristallo              | M. Manetti, M. Caretto e M. Abete                                |
| Diego Conti     | 3 gradi                | D. Conti e M. Schietroma                                         |
| Einar           | Centomila volte        | A. Maiello, E. Palmosi e I. Bentivoglio                          |
| Federica Abbate | Finalmente             | F. Abbate, Cheope, D. Petrella, A. Merli e F. Clemente           |
| Fedrix & Flaw   | L'impresa              | F. Marra                                                         |
| Fosco17         | Dicembre               | L. Jacobini e M. Zocca                                           |
| Francesca Miola | Amarsi non serve       | M. Rettani, Zibba e S. Paviani                                   |
| Giulia Mutti    | Almeno 3               | G. Mutti                                                         |
| La Rua          | Alla mia età si vola   | D. Incicco, D. Faini e A. Raina                                  |
| La Zero         | Nina è brava           | M. Zero, L. Angelosanti, G. Facchini, F. Morettini e E. Palmieri |
| Le Ore          | La mia felpa è come me | F. Facchinetti e M. Ieva                                         |
| Mahmood         | Gioventù bruciata      | A. Mahmoud e S. Ceri                                             |
| Marte Marasco   | Nella mia testa        | A. Bonomo e L. Chiaravalli                                       |
| Mescalina       | Chiamami amore adesso  | L. Sica e G. Sannino                                             |
| Nyvinne         | Io ti penso            | N. Pinternagel, A. Flora e F. Cogliati                           |
| Ros             | Incendio               | C. Giannelli, K. Rossetti e L. Peruzzi                           |
| Saita           | Niwrad                 | M. Leali, R. Saita, B. Baftiu, D. Kraniqi e B. Sonetto           |
| Sisma           | Slow motion            | D. De Santo e A. Caccavale                                       |
| Symo            | Paura di amare         | S. Barbui, A. Pesce e C. De Fabritiis                            |
| Wepro           | Stop/Replay            | Wepro, M. Mantovani e A. Manzo                                   |

## Fasi del concorso

### Ecco Sanremo Giovani
Ecco Sanremo Giovani è il nome delle strisce pomeridiane in onda dal 17 al 20 dicembre 2018 condotte da Luca Barbarossa affiancato da Andrea Perroni. In ognuna di queste puntate si sono esibiti 6 tra i 24 finalisti del concorso.

#### Prima puntata
| Ordine di uscita | Interprete      | Canzone          |
| ---------------- | --------------- | ---------------- |
| 1                | Symo            | Paura di amare   |
| 2                | Fedrix & Flaw   | L'impresa        |
| 3                | Andrea Biagioni | Alba piena       |
| 4                | Ros             | Incendio         |
| 5                | Einar           | Centomila volte  |
| 6                | Francesca Miola | Amarsi non serve |

#### Seconda puntata
| Ordine di uscita | Interprete      | Canzone               |
| ---------------- | --------------- | --------------------- |
| 1                | Cannella        | Nei miei ricordi      |
| 2                | Mescalina       | Chiamami amore adesso |
| 3                | Federica Abbate | Finalmente            |
| 4                | Fosco17         | Dicembre              |
| 5                | La Zero         | Nina è brava          |
| 6                | Sisma           | Slow motion           |

#### Terza puntata
| Ordine di uscita | Interprete    | Canzone                |
| ---------------- | ------------- | ---------------------- |
| 1                | Marte Marasco | Nella mia testa        |
| 2                | Deschema      | Cristallo              |
| 3                | Diego Conti   | 3 gradi                |
| 4                | Giulia Mutti  | Almeno tre             |
| 5                | Wepro         | Stop/Replay            |
| 6                | Le Ore        | La mia felpa è come me |

#### Quarta puntata
| Ordine di uscita | Interprete | Canzone              |
| ---------------- | ---------- | -------------------- |
| 1                | La Rua     | Alla mia età si vola |
| 2                | Cordio     | La nostra vita       |
| 3                | Nyvinne    | Io ti penso          |
| 4                | Saita      | Niwrad               |
| 5                | Angelucci  | L'uomo che verrà     |
| 6                | Mahmood    | Gioventù bruciata    |

### Sanremo Giovani
Le serate finali del concorso, dal titolo Sanremo Giovani, sono andate in onda il 20 e il 21 dicembre alle 21:25 con la conduzione di Pippo Baudo e Fabio Rovazzi. In ognuna delle due serate si sono esibiti 12 tra i 24 artisti già esibitisi nelle altre puntate di Ecco Sanremo Giovani e sono stati decretati i nomi dei due artisti (uno per serata) che si esibiranno al Festival di Sanremo 2019; inoltre, sono stati annunciati i nomi dei 22 artisti (11 per serata) che si esibiranno nella categoria Campioni.

#### Prima serata
Accede al Festival di Sanremo 2019
| Ordine di uscita | Interprete      | Canzone         | Posizione |
| ---------------- | --------------- | --------------- | --------- |
| 2                | Einar           | Centomila volte | 1º        |
| 10               | Federica Abbate | Finalmente      | 2º        |
| 12               | Deschema        | Cristallo       | 3º        |
| 3                | Andrea Biagioni | Alba piena      | 4º        |
| 9                | Giulia Mutti    | Almeno tre      | 5º        |
| 6                | Ros             | Incendio        | 6º        |
| 7                | Marte Marasco   | Nella mia testa | 7º        |
| 1                | Fosco17         | Dicembre        | 8º        |
| 8                | Wepro           | Stop/Replay     | 9º        |
| 5                | Fedrix & Flaw   | L'impresa       | 10º       |
| 11               | Diego Conti     | 3 gradi         | 11º       |
| 4                | Symo            | Paura di amare  | 12º       |

#### Seconda serata
Accede al Festival di Sanremo 2019
| Ordine di uscita | Interprete      | Canzone                | Posizione |
| ---------------- | --------------- | ---------------------- | --------- |
| 3                | Mahmood         | Gioventù bruciata      | 1º        |
| 6                | La Rua          | Alla mia età si vola   | 2º        |
| 7                | Nyvinne         | Io ti penso            | 3º        |
| 8                | Cordio          | La nostra vita         | 4º        |
| 5                | Sisma           | Slow motion            | 5º        |
| 12               | Mescalina       | Chiamami amore adesso  | 6º        |
| 4                | Angelucci       | L'uomo che verrà       | 7º        |
| 9                | La Zero         | Nina è brava           | 8º        |
| 2                | Francesca Miola | Amarsi non serve       | 9º        |
| 10               | Cannella        | Nei miei ricordi       | 10º       |
| 1                | Le Ore          | La mia felpa è come me | 11º       |
| 11               | Saita           | Niwrad                 | 12º       |

## Giuria
- Luca Barbarossa (presidente di giuria)
- Annalisa
- Fiorella Mannoia
- Luca Bizzarri
- Paolo Kessisoglu

## Commissione musicale
La commissione musicale incaricata di selezionare gli artisti per Sanremo Giovani è stata composta da:
- Claudio Baglioni
- Claudio Fasulo
- Duccio Forzano
- Massimo Giuliano
- Massimo Martelli
- Geoff Westley

## Riconoscimenti

### Prima serata
- Vincitore Sanremo Giovani 2018: Einar con Centomila volte
- Podio - secondo classificato Sanremo Giovani 2018: Federica Abbate con Finalmente
- Podio - terzo classificato Sanremo Giovani 2018: Deschema con Cristallo
- Premio della Critica: Federica Abbate con Finalmente

### Seconda serata
- Vincitore Sanremo Giovani 2018: Mahmood con Gioventù bruciata
- Podio - secondo classificato Sanremo Giovani 2018: La Rua con Alla mia età si vola
- Podio - terzo classificato Sanremo Giovani 2018: Nyvinne con Io ti penso
- Premio della Critica: Mahmood con Gioventù bruciata

### Sanremo Giovani World Tour
I primi tre classificati di ogni serata hanno guadagnato il diritto di partecipare al Sanremo Giovani World Tour, organizzato dalla RAI e dal Ministero degli affari esteri e della cooperazione internazionale con tappe nelle città di:
- Tunisi (31 marzo)
- Tokyo (3 aprile)
- Sydney (6 aprile)
- Buenos Aires (9 aprile)
- Toronto (12 aprile)
- Barcellona (15 aprile)
- Bruxelles (16 aprile)

## Ascolti
| Puntate              | Messa in onda    | Telespettatori | Share  |
| -------------------- | ---------------- | -------------- | ------ |
| Ecco Sanremo Giovani | 17 dicembre 2018 | 1.629.000      | 11,80% |
| Ecco Sanremo Giovani | 18 dicembre 2018 | 1.382.000      | 10,70% |
| Ecco Sanremo Giovani | 19 dicembre 2018 | 1.188.000      | 9,20%  |
| Ecco Sanremo Giovani | 20 dicembre 2018 | 1.244.000      | 9,90%  |
| Media                | Media            | 1.361.000      | 10,40% |
| Sanremo Giovani      | 20 dicembre 2018 | 2.428.000      | 13,10% |
| Sanremo Giovani      | 21 dicembre 2018 | 2.046.000      | 11,50% |
| Media                | Media            | 2.237.000      | 12,30% |